# Bloqueo de direcciones IP
El bloqueo de direcciones IP es una configuración de un servicio de red que bloquea peticiones de anfitriones con direcciones de IP específicas. El bloqueo de direcciones IP es generalmente utilizado para proteger contra ataques de fuerza bruta y para prevenir el acceso de una dirección no deseada.
El bloqueo de dirección IP también puede ser usado para restringir acceso a o de un área geográfica particular, por ejemplo, la sindicación de contentar a una región concreta, también denominado como geo-ubicación y geo-bloqueador.

## Cómo funciona

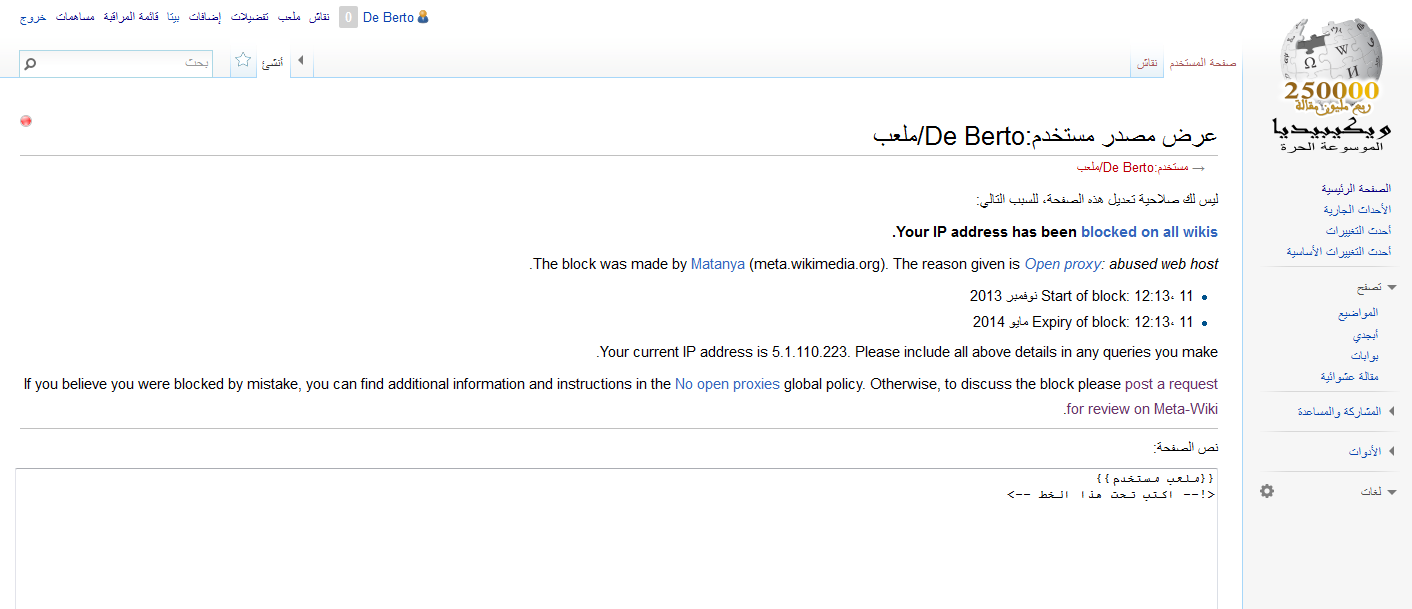
Ejemplo de bloqueo de IP en Wikipedia, para evitar el vandalismo

Cada dispositivo conectado a Internet tiene asignada una dirección IP única, la cual es necesaria para permitir a los dispositivos comunicarse con el resto. Con el software adecuado en el sitio web, la dirección IP de los visitantes del sitio puede ser registrada y que a su vez, puede ser usada para determinar la ubicación geográfica del visitante.
Registrar la dirección IP permite, por ejemplo, monitorear si una persona ha visitado el sitio antes, por ejemplo para votar más de una vez, así como para controlar su patrón de visita, cuánto tiempo desde entonces ha estado realizando actividades en el sitio (y poner un tiempo de límite), además de muchas otras cosas. 
Sabiendo la geolocalización del visitante indica, además otras cosas, el país del visitante. En algunos casos las peticiones a o de un país concreto son bloqueados completamente. Bloqueadores han sido utilizados, por ejemplo, para bloquear direcciones IP nigerianas debido a la percepción que hay de que todas las empresas con origen en dicho país son fraudulentas, por ello, interactuar con sus contrapartes en el resto del mundo es extremadamente difícil para los negocios legítimos originarios del país. Para hacer compras en el extranjero, los nigerianos tienen que confiar en servidores proxy para camuflar el origen verdadero de una petición de Internet. 
Los usuarios de internet pueden evitar los geo-bloqueadores y censura, proteger su ubicación e identidad personales para quedar anónimo en Internet por medio de una conexión VPN.
En un sitio web, un bloqueo de dirección IP puede impedir el acceso de una dirección disruptiva, aunque un aviso y/o bloqueo de cuenta puede ser utilizado primero. Asignación dinámica de direcciones IP por los ISPs puede complicar el proceso de bloqueo de direcciones IP,  haciendo difícil bloquear un usuario concreto sin bloquear muchas direcciones IP (bloqueos de rangos de direcciones IP), creando en consecuencia daño colateral.

## Implementaciones
Sistemas operativos estilo Unix generalmente implementan bloqueos de dirección IP utilizando un wrapper TCP, configurado por archivos de control de acceso a anfitriones /etc/hosts.deny y /etc/hosts.allow.
Las compañías y las escuelas que ofrecen usuarios de acceso remoto usan programas de Linux como DenyHosts o Fail2ban para protegerse de los accesos no autorizados mientras permiten acceso remoto. Esto es también útil para dar acceso remoto a ordenadores. Es también utilizado para la censura de Internet.

## Evitando bloqueos de direcciones
Los servidores proxy y otros métodos pueden ser usados para evitar el bloqueo de tráfico de direcciones de IP. Aun así, existen estrategias antiproxy.
En el 2013 durante un acto judicial estadounidense en el caso Craigslist v. 3Taps, el juez federal estadounidense Charles R. Breyer sostuvo que eludir un bloqueo de dirección para acceder a un sitio web es una violación del Fraude de Ordenador y Acto de Abuso (CFAA) para "acceso no autorizado", punible por daños civiles.